# Ironman (triatlon)

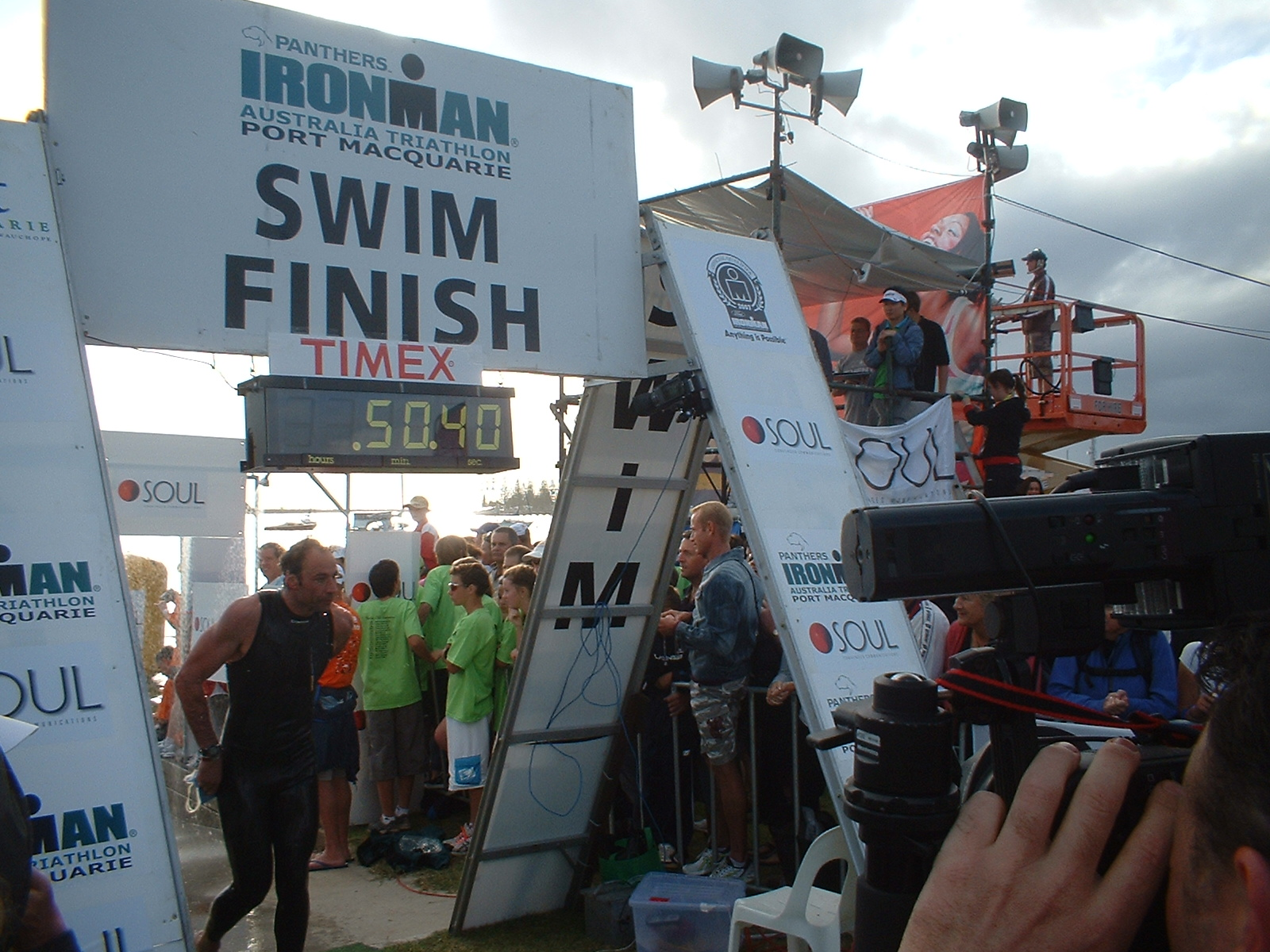
Ironman Australia 2010: cíl plavání

Ironman je jeden ze série dlouhých triatlonů, které pořádá World Triathlon Corporation (WTC). Skládá se z plavání na trase dlouhé 3,86 km, jízdy na kole (180,25 km) a maratonského běhu (42,2 km). Závod probíhá v uvedeném pořadí a bez jakékoli přestávky. Většina pořádaných závodů Ironman má přísný 17hodinový časový limit pro dokončení závodu, kdy závod začíná v 7:00, čas na dokončení plavecké části je 2 hodiny 20 minut, čas na cyklistickou část je do 17:30 a pro všechny, kteří chtějí svého Ironmana považovat za úspěšného, musí dokončit maraton do půlnoci (24:00).
Nejstarším člověkem, který kdy dokončil závod se v roce 2012 stala americká jeptiška Madonna Buderová ve věku 82 let. Jako první triatlonista s Downovým syndromem závod absolvoval 21letý Floriďan Chris Nikic v listopadu 2020. Závod dokončil za 16.46 hodiny. Výkon byl zapsán do Guinnessovy knihy rekordů a Američan obdržel cenu Laureus v kategorii nejlepší sportovní moment roku 2020.